# 경상남도·진해시와 해양수산부장관 간의 권한쟁의
경상남도·진해시와 해양수산부장관 간의 권한쟁의는 도와 정부 간의 권한쟁의를 다룬 대한민국의 유명 헌법재판소 판례이다.

## 사실관계
정부가 진해시에 신항을 건설하였는데 부산시는 신항의 명칭을 부산 신항으로 진해시는 진해 신항으로 해야 한다고 주장하자 해양수산부장관은 중앙항만정책심의회의 심의를 거쳐 신항만의 공식명칭으로 '신항'으로 하기로 결정하였고 이에 따라 부산지방해양수산청장은 부산항만시설운영세칙을 이에 맞추어 개정 고시하였다.
이에 경상남도와 진해시는 이 사건 명칭결정 및 고시로 인하여 자신들의 자치권한이 침해되었다고 주장하며 위 명칭결정 및 고시의 무효확인을 구하는 이 사건 권한쟁의심판을 청구하였다. 그 후 청구인들은 이 사건 권한쟁의심판의 피청구인을 '피청구인 대한민국 정부'에서 '1. 해양수산부장관, 2.부산지방해양수산청장'으로 경정하여 달라는 신청을 하였고, 헌법재판소는 이를 허가하는 결정을 하였다.

## 참고 문헌
- 정회철 최근 5년 중요 헌법재판소 판례, 여산, 2013.
- 헌법재판소 판례 2008.3.27. 2006헌라1

## 같이 보기
- 권한쟁의심판
- 지방자치